# Progesteron
Progesteronul este un hormon steroid secretat de corpul galben al ovarului, sau placentă, el fiind numit și luteină. El are proprietatea de a transforma mucoasa uterină, favorizând nidația oului fecundat în mucoasa uterină în perioada de sarcină. În organismul uman prin biosinteză, progesteronul rezultă din colesterol. El a fost descoperit în același timp în 1933 de mai mulți cercetători, mai cunoscuți fiind: Willard Myron Allen și George Washington Corner de la University of Rochester. 

## Proprietăți
Progesteronul se prezintă ca o substanță solidă cristalină, care se poate transforma într-o formă termostabilă (ΔfH = 26,17 kJ/mol).

## Funcția progesteronului
Progesteronul este produs în primul rând de corpul galben din ovar, iar în perioada de sarcină de placentă, el fiind produs în cantități foarte mici de alte țesuturi. Rolul lui cel mai important este de a proteja (sarcina) gestația, prin blocarea ciclului menstrual, favorizarea nidației și formarea placentei. Hormonul va fi transformat în pregnandiol și după un proces de gluconizare este eliminat prin urină.